# 名嘉祐佳
名嘉 祐佳（なか ゆうか、2000年1月25日 - ）は、日本の女優、モデルである。

## 出演作品

### 映画
- 東京ビジュアルアーツ卒業制作「汚れたいだけ」 - 主人公幼少 役

### テレビ
- NHK
  - 「ファミリーヒストリー 柳家花緑篇」再現ドラマ
  - 「ファミリーヒストリー 出川哲朗篇」再現ドラマ
  - 「ファミリーヒストリー 余貴美子篇」再現ドラマ

### ラジオドラマ
- NHK-FM FMシアター「さよなら、コロポックル」 - クラスメイト（留美子） 役

### ゲーム
- エルシャダイ - ナンナ 役（声優）

### スチール
2013年
- 成美堂出版「中学生向け自由研究」（教材）

2011年
- 正進社「小学生・国語」（教材）

### VP
2012年
- キッザニア「英語への取り組み」

2011年
- 東京教育庁「こころの扉」